# 대한불교정토종
대한불교 정토종(大韓佛敎淨土宗)은 1965년 11월 18일 서울 서대문구 아현동 958에서 신동환(申東煥) 스님이 창종하였으며 미륵 · 정토사상계에 속한 한국불교의 한 종파이다.
아미타불을 본존불로, 《무량수경(無量壽經)》을 소의경전으로 한다. 종지(宗旨)는 승속일치 속에 정토극락발원의 수행관법이다.
1966년 3월 서대문구 불광동 산 42의 1로 본부를 이전하였다. 매년 아미타불제를 봉행하고 있다. 주요행사는 불교의 일반적인 행사인 음력 2월 15일 열반절, 4월 초파일의 석탄절, 12월 8일의 성도절 등이 있다.
종단의 주요기구로는 교무를 통합 · 관장하는 중앙본부와 최고 의결기관인 교정(敎政)위원회 외에 고시원 · 사정원 등이 있다.